# Do Universo Teatral à Ribalta do Carnaval
Do Universo teatral à Ribalta do Carnaval é um samba enredo da escola de samba carioca Acadêmicos de Santa Cruz de 2003. Foi composto em 2002 por Fernando de Lima, Doutor, Eli Penteado, Charuto e Marquinhos Bombeiro e serviu de hino para o carnaval de 2003 da escola.